# Tiskovna konferencija
Tiskovna konferencija je sredstvo odnosa s javnošću i ujedno medijski događaj.

## Namjena
Na tiskovne konferencije pozivaju primjerice zvijezde (pjevači, glumci i televizijske ličnosti) i športaši), političari, nevladine organizacije, ustanove, udruženja, inicijative, tvrtke ili pojedinci predstavnike medija. Nakon uglavno pripremljenih priopćenja novinari često mogu postavljati pitanja. Ponekad nisu dopuštena pitanja.
Jedna od prvih tiskovnih konferencija za novinare održana je 1913., s predsjednikom SAD Woodrow Wilsonom.